# Punata (provincie)
Punata is een kleine provincie in het centrum van het departement Cochabamba in Bolivia. De provincie heeft een oppervlakte van 850 km² en heeft 54.409 inwoners (2012). De hoofdstad is Punata.
Punata is verdeeld in vijf gemeenten:
- Cuchumuela
- Punata (met hoofdplaats Punata)
- San Benito
- Tacachi
- Villa Rivero

Arani · 
Arque · 
Ayopaya · 
Bolívar · 
Capinota · 
Carrasco · 
Cercado · 
Chapare · 
Esteban Arce · 
Germán Jordán · 
Mizque · 
Narciso Campero · 
Punata · 
Quillacollo · 
Tapacarí · 
Tiraque